# 長野県道383号犀口下居返線
長野県道383号犀口下居返線（ながのけんどう383ごう さいぐちしもいがりせん）は、長野県長野市を走る一般県道。

## 概要

### 路線データ
- 起点：長野市篠ノ井小松原字犀口（長野県道381号小松原川中島停車場線交点）
- 終点：長野市篠ノ井布施高田字下居返（一ノ坪交差点、長野県道86号戸隠篠ノ井線交点）

## 交差・接続する道路
- 長野県道381号小松原川中島停車場線 - 長野市篠ノ井小松原字犀口（起点）
- 国道19号長野南バイパス - 長野市篠ノ井小松原字北組（立体交差）
- 長野県道86号戸隠篠ノ井線 - 長野市篠ノ井布施高田字下居返（一ノ坪交差点、終点）